# Accord sino-pakistanais de 1963

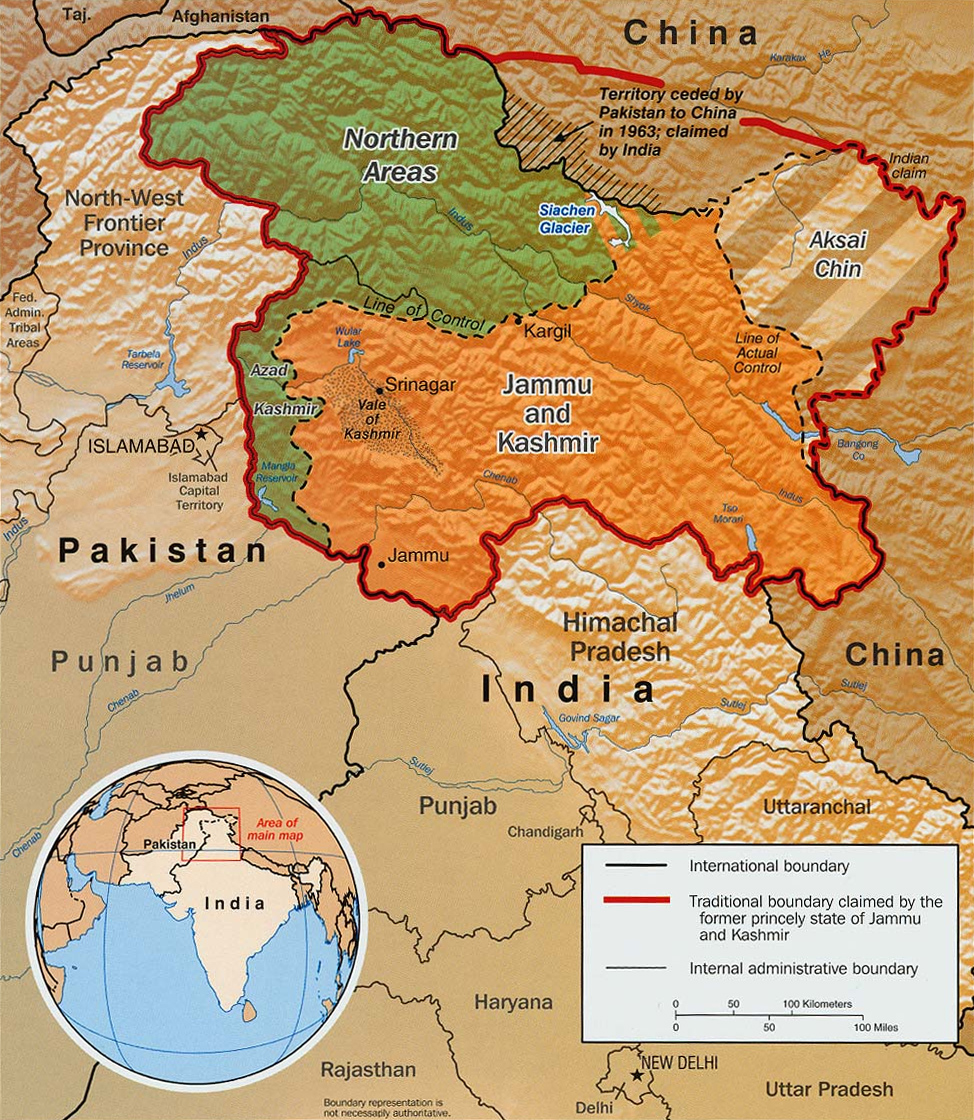
La zone verte est sous le contrôle du Pakistan, la zone brune sous contrôle de l'Inde.

L'accord sino-pakistanais de 1963 ou accord frontalier sino-pakistanais (en anglais : Sino-Pakistan Agreement ; en chinois : 中巴边界协定) est un traité par lequel la République populaire de Chine et la République islamique du Pakistan règlent les litiges frontaliers entre les deux pays. Par cet accord signé le 3 mars 1963, le Pakistan reconnait la souveraineté chinoise sur l'Aksai Chin, une partie du Cachemire dont la Chine avait pris le contrôle à l'Inde à la suite de la guerre sino-indienne de 1962. Le Pakistan cède aussi la vallée de Shaksgam, alors incluse au sein du Gilgit-Baltistan, à la Chine.
Cet accord intervient alors que le Pakistan cherche à améliorer ses relations avec la Chine dans le contexte du conflit du Cachemire, le président-général Muhammad Ayub Khan s'impliquant personnellement en faveur d'un accord. Il conduira à de plus forts liens entre les deux pays qui établissent au fil du temps une alliance stratégique. L'accord est en revanche vivement dénoncé par l'Inde, alors qu'il cède à la Chine la région de l'Aksai Chin auparavant sous contrôle indien. 

## Contexte et enjeux

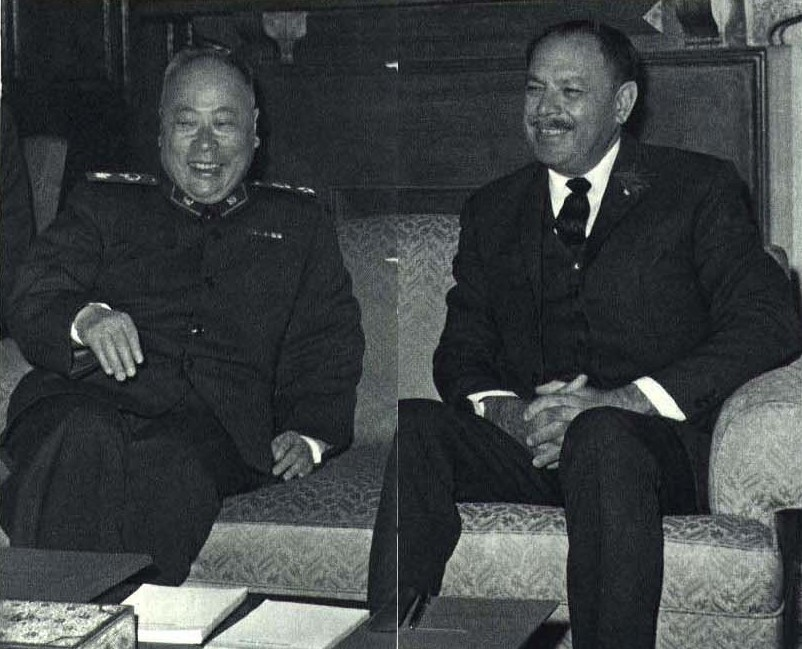
Le président pakistanais Muhammad Ayub Khan et le ministre des Affaires étrangères chinois Chen Yi.

La région du Cachemire est une zone très disputée entre les puissances de la région. Dès le début du Raj britannique, les autorités coloniales britanniques établissent avec le traité d'Amritsar du 16 mars 1846 l'État princier du Jammu-et-Cachemire, établissant des frontières avec la Chine. Le texte prévoit toutefois que les frontières du nord et de l'est de l’État princier ne sont pas nécessairement intangibles et que des négociations devront avoir lieu avec la Chine. En 1847, les autorités britanniques tentent d'inviter la Chine à la table des négociations, en vain, celle-ci revendiquant le plateau de l'Aksai Chin. En 1899, l'ambassadeur britannique en Chine Claude Maxwell MacDonald propose une ligne de démarcation qui prévoit le partage du plateau, mais la Chine ne répond pas à cette proposition.
Au Pakistan, le général Muhammad Ayub Khan est au pouvoir depuis octobre 1958 à la suite d'un coup d’État militaire. Il s'est notamment rapproché des États-Unis, entraînant la suspicion de la Chine communiste. En 1959, le Pakistan tente cependant de se rapprocher de la Chine dans le même temps, cherchant un allié dans la région face à l'Inde, les deux pays se disputant la région du Cachemire. Inquiète de l'alliance pakistano-américaine, la Chine fait traîner les négociations. Cependant, le refroidissement des relations entre la Chine et l'Inde incite celle-là à répondre positivement à l'invitation pakistanaise. Le ministre de la justice du Pakistan Manzur Qadir annonce le 15 janvier 1961 que la Chine a approuvé le principe d'un accord pour régler les conflits frontaliers entre les deux pays. Le 3 mai 1962, un communiqué commun des deux jeunes républiques annonce le début des négociations.
À la fin de l'année 1962, la guerre sino-indienne conduit à la victoire rapide de l'Armée populaire de libération qui prend le contrôle de l'Aksai Chin, région orientale du Cachemire également disputée avec le Pakistan. Le conflit contribue à rapprocher la Chine et le Pakistan et les négociations accélèrent au point que le 27 décembre 1962, il est annoncé qu'un accord a été trouvé.

## Dispositions

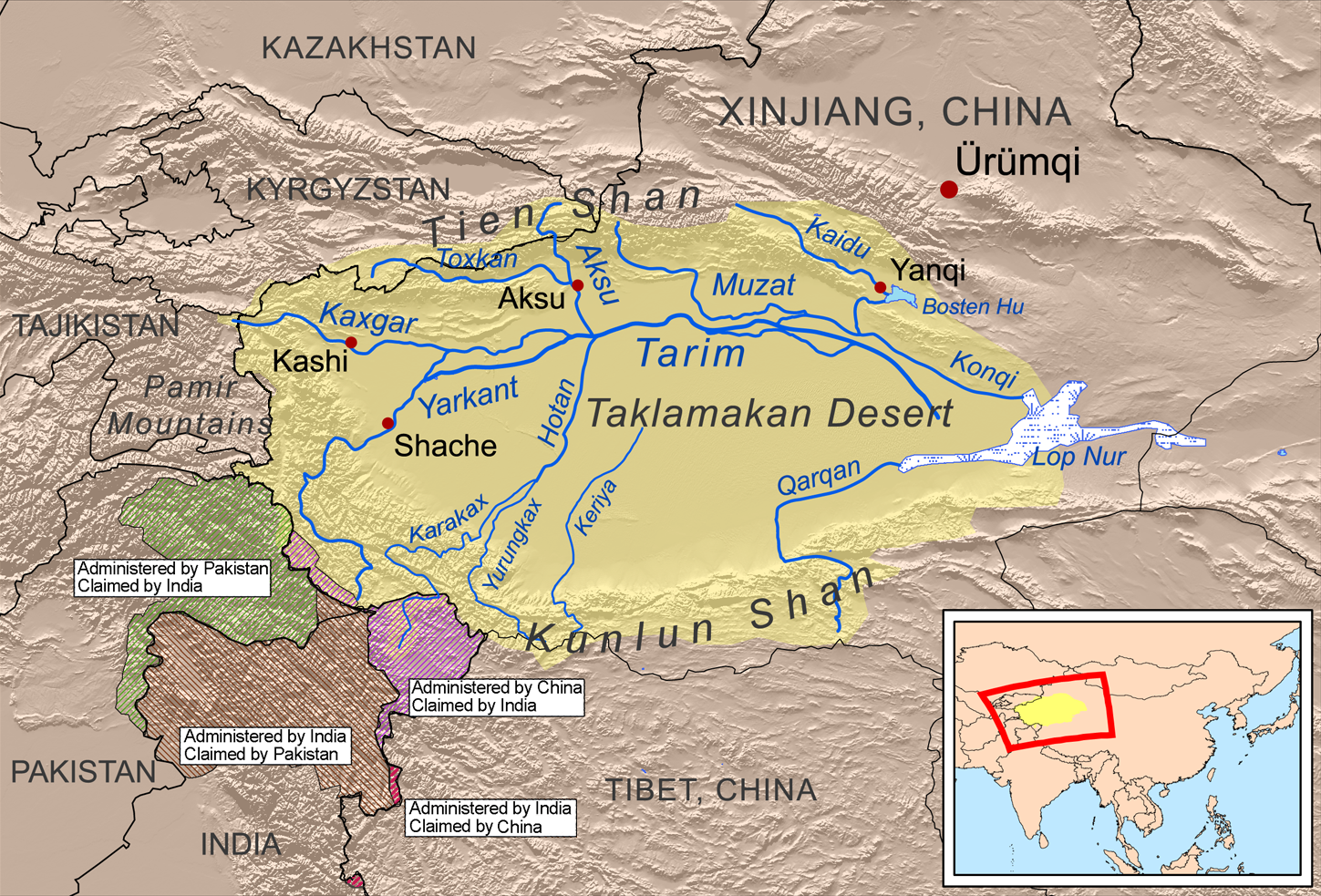
Carte de la région comprenant les territoires contrôlés par le Pakistan en vert, ceux par l'Inde en marron et l'Aksai Chin en violet.

L'accord frontalier est signé le 3 mars 1963 par le ministre des Affaires étrangères du Pakistan Zulfikar Ali Bhutto et son homologue chinois Chen Yi. Il compte sept articles et est écrit en anglais et chinois, chaque version linguistique ayant une valeur juridique égale. L'article 2 fixe les nouvelles frontières entre les deux États, et prévoit que le Pakistan reconnait la souveraineté chinoise sur l'Aksai Chin, qui vient d'être conquis par la Chine au détriment de l'Inde durant la récente guerre sino-indienne de la fin de l'année 1962. Auparavant, les trois pays revendiquaient ce territoire de 38 000 kilomètres carrés. L'accord prévoit aussi que le Pakistan cède à la Chine la vallée de Shaksgam (appelée officiellement Trans-Karakoram Tract), qui comprend près de 5 200 kilomètres carrés. Ce territoire est intégré par la Chine au Xian de Kargilik alors qu'il est également revendiqué par l'Inde qui le considère comme partie intégrante du Cachemire,. 
L'article 6 du traité prévoit cependant que de nouvelles négociations devront avoir lieu en cas d'accord entre le Pakistan et l'Inde à propos du Cachemire, afin d'inclure la Chine dans de nouveaux accords. Les nouvelles autorités souveraines dans la région en vertu d'un règlement indo-pakistanais devraient en effet inviter la partie chinoise pour un traité destiné à remplacer cet accord. Le deuxième aliéna de cet article dispose toutefois que si cette autorité souveraine est le Pakistan, alors le nouvel accord devra respecter la délimitation établie à l'article 2. L'article 4 prévoit l'établissement d'une commission chargée des discussions et de l'établissement concrète des frontières et l'article 5 exige que les parties à l'accord renoncent à l'usage de la force en cas de différends futurs. Enfin, une carte détaillée de la zone accompagne l'accord.

## Réactions et conséquences

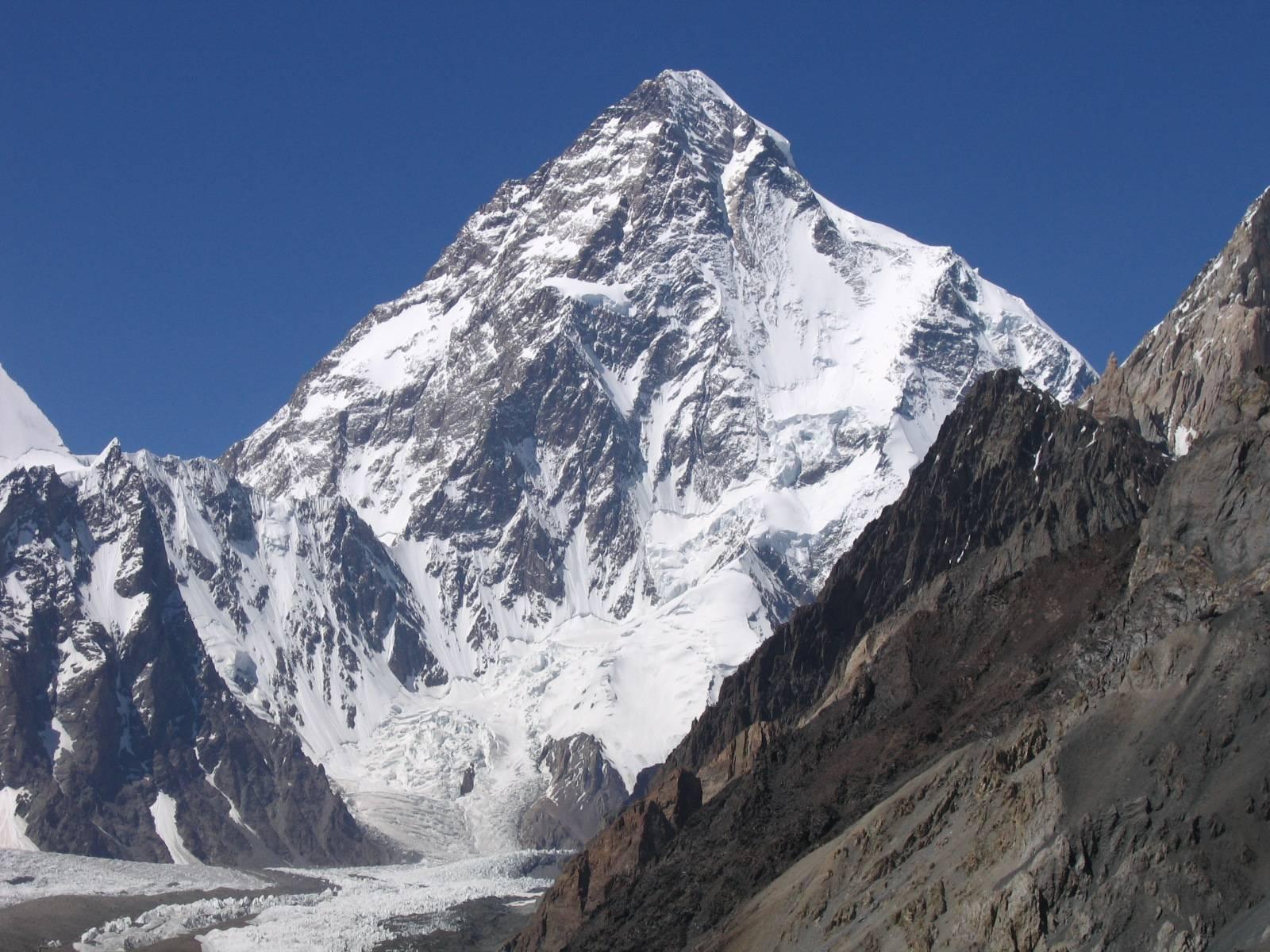
Vallée de la Hunza

Les deux pays signataires se félicitent de cet accord, le Pakistan mettant notamment en avant la fin des revendications chinoises sur une partie du Gilgit-Baltistan, à savoir la vallée de la Hunza ainsi que des zones autour du K2. Pour le diplomate pakistanais Abdul Sattar, le Pakistan doit au Premier ministre Zhou Enlai l'acceptation des revendications pakistanaises sur une zone de près de 2 000 kilomètres carrés historiquement utilisée par les habitants de Hunza. 
En revanche, l'Inde dénonce fermement cet accord qu'elle conteste juridiquement, le Pakistan ayant cédé l'Aksai Chin qui était contrôlé par les Indiens au début des négociations. Elle considère également comme caduque la souveraineté chinoise sur la vallée de Shaksgam, continuant de revendiquer celle-ci. Au niveau international, l'accord est également critiqué car il compliquerait le conflit du Cachemire et renforce les positions chinoises et donc le risque d'affrontements entre les deux puissances asiatiques,.
L'accord contribue à un rapprochement entre la Chine et le Pakistan, qui signent leurs premiers accords commerciaux la même année ainsi qu'un règlement sur le transport aérien. De même, la Chine apporte un soutien diplomatique au pays durant la deuxième guerre indo-pakistanaise de 1965 et les deux nations vont continuer de resserrer leurs liens au fil du temps.